# 弗兰卡维拉丰塔纳
弗兰卡维拉丰塔纳（義大利語：Francavilla Fontana），是意大利布林迪西省的一个市镇。总面积175.25平方公里，人口36619人，人口密度209.0人/平方公里（2009年）。ISTAT代码为074008。